# Sean Delaney (actor)
Sean Delaney (Londres, 1994) es un actor británico, reconocido principalmente por su papel como Kenny Stowton en la serie Killing Eve.

## Carrera
Delaney hizo su debut como actor en la obra Labyrinth para el Hampstead Theatre en 2016. Un año después apareció en un episodio del seriado Midsomer Murders, y entre 2018 y 2020 interpretó el papel de Kenny Stowton en la serie Killing Eve. En 2021 realizó el papel de un joven detective Mulligan en el filme Venom: Let There be Carnage, y un año después apareció en cuatro episodios de la serie Life After Life.
En 2022, Delaney empezó a trabajar en la película Seacole, junto con Sam Worthington, Gugu Mbatha-Raw y Rupert Graves.

## Filmografía

### Cine
| Año  | Título                      | Papel              | Notas |
| ---- | --------------------------- | ------------------ | ----- |
| 2021 | Venom: Let There Be Carnage | Detective Mulligan |       |
| 2023 | Seacole                     | Cabo Pettigrew     |       |

### Televisión
| Año       | Título           | Papel         | Notas |
| --------- | ---------------- | ------------- | ----- |
| 2016      | Midsomer Murders | Sean Nevins   |       |
| 2018-2020 | Killing Eve      | Kenny Stowton |       |
| 2022      | Life After Life  | Teddy         |       |